# En la cama (canción)
«En la cama» es una canción del cantante puertorriqueño Nicky Jam en colaboración de Daddy Yankee. Se lanzó a finales del 2001 como el sencillo principal del primer álbum de estudio del cantante Haciendo escante.

## Recepción comercial
La canción ganó bastante reconocimiento en Latinoamérica especialmente tras el lanzamiento de la serie de Nicky Jam El ganador donde se retrata la historia del videoclip de la canción, como curiosidad, la canción se hizo conocida también como «La combi completa», frase por la cual que la canción se caracterizó, recibiendo así menciones en otras canciones como un homenaje hacia la canción.

## Vídeo musical
El video musical muestra varias y diferentes secuencias, en una de estas, se muestran a los cantantes sobre monopatines, en otra secuencia se muestran a los cantantes tatuándose y por momentos, aparecen mujeres, ya sea bailando o modelando.